# Evangelium Vitae
Evangelium Vitae (en español: Evangelio de la Vida) es una encíclica redactada por Juan Pablo II y publicada el 25 de marzo de 1995. Trata sobre el valor y el carácter inviolable de la vida humana.
En ella se opone al aborto, los anticonceptivos, los métodos de reproducción asistida, la experimentación con embriones y la eutanasia.

## Estructura
- Introducción
  - Nuevas amenazas a la vida humana
  - En comunión con todos los Obispos del mundo
- Capítulo I: La sangre de tu hermano clama a mi desde el suelo: Actuales amenazas a la vida humana
  - "Caín se lanzó contra su hermano Abel y lo mató" (Gn 4, 8): raíz de la violencia contra la vida
  - "¿Qué has hecho?" (Gn 4, 10): eclipse del valor de la vida
  - "¿Soy acaso yo el guarda de mi hermano?" (Gn 4, 9): una idea perversa de libertad
  - "He de esconderme de tu presencia" (Gn 4, 14): eclipse del sentido de Dios y del hombre
  - "Os habéis acercado a la sangre de la aspersión" (cf. Hb 12, 22.24): signos de esperanza y llamada al compromiso
- Capítulo II: He venido para que tengan vida. Mensaje cristiano sobre la vida
  - "La Vida se manifestó, y nosotros la hemos visto" (1 Jn 1, 2): la mirada dirigida a Cristo, "Palabra de vida"
  - "Mi fortaleza y mi canción es el Señor. Él es mi salvación" (Ex 15, 2): la vida es siempre un bien
  - "El nombre de Jesús ha restablecido a este hombre" (cf. Hch 3, 16): en la precariedad de la existencia humana Jesús lleva a término el sentido de la vida
  - "Llamados... a reproducir la imagen de su Hijo" (Rm 8, 28-29): la gloria de Dios resplandece en el rostro del hombre
  - "Todo el que vive y cree en mí, no morirá jamás" (Jn 11, 26): el don de la vida eterna
  - "A cada uno pediré cuentas de la vida de su hermano" (Gn 9, 5): veneración y amor por la vida de todos
  - "Sed fecundos y multiplicaos, y henchid la tierra y sometedla" (Gn 1, 28): responsabilidades del hombre ante la vida
  - "Porque tú mis vísceras has formado" (Sal 139 138, 13): la dignidad del niño aún no nacido
  - "¡Tengo fe, aun cuando digo: "Muy desdichado soy"!" (Sal 116 115, 10): la vida en la vejez y en el sufrimiento
  - "Todos los que la guardan alcanzarán la vida" (Ba 4, 1): de la Ley del Sinaí al don del Espíritu
  - "Mirarán al que atravesaron" (Jn 19, 37): en el árbol de la Cruz se cumple el Evangelio de la vida
- Capítulo III: No matarás. La ley santa de Dios
  - "Si quieres entrar en la vida, guarda los mandamientos" (Mt 19, 17): Evangelio y mandamiento
  - "Pediré cuentas de la vida del hombre al hombre" (cf. Gn 9, 5): la vida humana es sagrada e inviolable
  - "Mi embrión tus ojos lo veían" (Sal 139 138, 16): el delito abominable del aborto
  - "Yo doy la muerte y doy la vida" (Dt 32, 39): el drama de la eutanasia
  - "Hay que obedecer a Dios antes que a los hombres" (Hch 5, 29): ley civil y ley moral
  - "Amarás a tu prójimo como a ti mismo" (Lc 10, 27): "promueve" la vida
- Capítulo IV: A mi me lo hicisteis. Por una nueva cultura de la vida humana
  - "Vosotros sois el pueblo adquirido por Dios para anunciar sus alabanzas" (cf. 1 Pe 2, 9): el pueblo de la vida y para la vida
  - "Lo que hemos visto y oído, os lo anunciamos" (1 Jn 1, 3): anunciar el Evangelio de la vida
  - "Te doy gracias por tantas maravillas: prodigio soy" (Sal 139 138, 14): celebrar el Evangelio de la vida
  - "La herencia del Señor son los hijos, recompensa el fruto de las entrañas" (Sal 127 126, 3): la familia: "santuario de la vida"
  - "Os escribimos esto para que nuestro gozo sea completo" (1 Jn 1, 4): el Evangelio de la vida es para la ciudad de los hombres
- Conclusión
  - "Una gran señal apareció en el cielo: una Mujer vestida del sol" (Ap 12, 1): la maternidad de María y de la Iglesia
  - "El Dragón se detuvo delante de la Mujer... para devorar a su Hijo en cuanto lo diera a luz" (Ap 12, 4): la vida amenazada por las fuerzas del mal
  - "No habrá ya muerte" (Ap 21, 4): esplendor de la resurrección